# Natalia Jaskula
Natalia J. (Jaskula), née en 1974 à Ruda Slaska, Pologne, est une photographe polonaise installée à Paris.                                              

## Travail
Ses photographies se caractérisent par une complexité de mise en scène marquée par des influences picturales et cinématographiques. D’une grande rigueur formelle, certaines sont dotées d’une dimension symbolique, alors que d’autres se présentent davantage comme des « fictions » construites autour d’un être et d’une situation. Prenant pour sujet l’homme, elles s’intéressent aux thèmes tels que l’existence d’un « ailleurs », la solitude, la mort, la sensualité et le rapport à la nature.

## Expositions
- 2010 : Galerie „Round The Corner Gallery", Lisbonne, Portugal
- 2010 : „Révélation Photo", Foire de Photographie Contemporaine, Paris, France
- 2009 : Rencontres Internationales de la Photographie de Ghar el Melh, Tunisie
- 2009 : Galerie „Sens Interieur”, Saint-Tropez, France
- 2008 : Galerie « Jazzownia liberalna », Varsovie, Pologne, « Space melancholy »
- 2008 : Rencontres Internationales de la Photographie de Ghar el Melh, Tunisie
- 2008 : Mois de la Photo à Cracovie, Pologne
- 2008 : Galerie « Galearnia », Varsovie, Pologne
- 2007 : Bibliothèque de l’Université de Varsovie (BUW) et l’Institut Français de Varsovie, Varsovie, Pologne
- 2007 : Rencontres Internationales Photographiques de Ghar el Melh, Tunisie
- 2007 : Galerie « Zwiąż mnie », Varsovie, Pologne
- 2006 : Rencontres Internationales de la Photographie de Ghar el Melh, Tunisie
- 2006 : Cité Internationale Universitaire de Paris, Paris, France
- 2006 : Pavillon de l’Arsenal, Paris, France
- 2006 : Musée Carnavalet, Paris, France
- 2006 : Espace Pierre Cardin, Paris, France
- 2005 : Galerie CROUS Beaux-Arts, Paris, France[1]
- 2005 : « Ici et demain » - festival étudiant de la Ville de Paris, Paris, France
- 2004 : Chapelle de la Sorbonne, Paris, France

## En tant que commissaire d'exposition
- 2009 : Rencontres Internationales de la Photographie de Ghar el Melh, Tunisie[1]
- 2008 : Rencontres Internationales de la Photographie de Ghar el Melh, Tunisie.

## Distinctions
- 2005 : "Coupe de cœur" du festival étudiant de la Ville de Paris "Ici et demain[1]".